# Gmina zbiorowa Kirchdorf
Gmina zbiorowa Kirchdorf (niem. Samtgemeinde Kirchdorf) – gmina zbiorowa położona w niemieckim kraju związkowym Dolna Saksonia, w powiecie Diepholz. Siedziba administracji gminy zbiorowej znajduje się w miejscowości Kirchdorf.

## Podział administracyjny
Do gminy zbiorowej Kirchdorf należy sześć gmin, w tym jedno miasto (Flecken):
1. Bahrenborstel
2. Barenburg
3. Freistatt
4. Kirchdorf
5. Varrel
6. Wehrbleck